# FK Belasica
Maillots
Dernière mise à jour : 21 août 2024.
Le Fudbalski Klub Belasica Strumica (en macédonien : фудбалски клуб Беласица Струмица), plus couramment abrégé en Belasica Strumica, est un club macédonien de football fondé en 1922 et basé dans la ville de Strumica.
Il est surtout connu pour avoir formé Goran Pandev.

## Historique
- 1922 : fondation du club le 22 avril 1922.
- 1993 : Après l'indépendance de la Macédoine, le FK Belasica fait partie des clubs fondateurs de la première division, il y séjourne pendant six ans sans briller.
- 1998 : Relégation en deuxième division, après deux saisons le club remonte en première division et se positionne en haut du tableau, finissant même deux fois vice-champion en 2002 et 2003.
- 2002 : 1re participation à une Coupe d'Europe (C3) (saison 2002/03)
- 2006 : Relégation en deuxième division, en 2008 le club rate de peu la montée et après la saison 2012-2013 le club descend en troisième division.
- 2017 : Retour en deuxième division, le club terminera la saison à la première place du groupe ouest.
- 2018 : Retour en première division.

## Bilan sportif

### Palmarès
| Compétitions nationales                                                    |
| -------------------------------------------------------------------------- |
| - Championnat de Macédoine du Nord : - Vice champion : 2001-02 et 2002-03. |

### Bilan européen
Note : dans les résultats ci-dessous, le score du club est toujours donné en premier
| Saison    | Compétition | Tour              | Club       | Domicile | Extérieur | Total  |
| --------- | ----------- | ----------------- | ---------- | -------- | --------- | ------ |
| 2002-2003 | Coupe UEFA  | Tour préliminaire | Leixões SC | 2 - 2    | 1 - 2     | 3 - 4  |
| 2003-2004 | Coupe UEFA  | Tour préliminaire | NK Celje   | 2 - 7    | 0 - 5     | 2 - 12 |

Légende
- Victoire ou qualification pour le tour suivant
- Match nul
- Défaite ou élimination de la compétition

## Personnalités du club

### Présidents du club
- Pero Miševski
- Slavcho Vaskov-Pinda

### Entraîneurs du club
| - Nikola Ilievski (1993 - 1994) - Blagoje Istatov - Dragi Kanatlarovski (1996) - Ilija Matenicarov (1999 - 2000) - Nikola Ilievski (2000) - Trajce Georgiev (2001) - Nikola Sekulov (2001) - Riste Ancev (16 novembre 2001 - ?) - Ilija Matenicarov - Pane Blazevski (9 avril 2003 - ?) - Miroslav Jakovljević (2004 - septembre 2005) | - Šefki Arifovski (30 septembre 2005 - décembre 2005) - Zvonko Todorov (15 décembre 2005 - 2006) - Jugoslav Trencovski (15 septembre 2007 - 15 juillet 2009) - Milko Ǵurovski (15 juillet 2009 - 4 janvier 2010) - Gordan Zdravkov (2010 - 2011) - Rade Cicmilovikj (1er août 2016 - 30 juillet 2018) - Marjan Živković (31 juillet 2018 - 3 décembre 2018) - Rade Cicmilovikj (4 décembre 2018 - 22 mars 2019) - Gjoko Hadžievski (23 mars 2019 - 15 avril 2019) - Aleksandar Stojanov (18 avril 2019 - ?) - Vane Milkov |